# Józef Kucharski (komunista)
Józef Kucharski pseud. Szymon, Szymek (ur. 19 marca 1896 w Józefowie, zginął w grudniu 1942 koło wsi Abszerońskaja (obecnie Abszerońsk) w Kraju Krasnodarskim w ZSRR) – działacz komunistyczny.
Syn Władysława i Józefy z Berkowskich. Skończył dwie klasy szkoły podstawowej, później był samoukiem. W 1917 powołany do rosyjskiego wojska w Bobrujsku. Brał udział w rewolucji październikowej w Smoleńsku i w Moskwie. W 1920 wrócił do Polski i wstąpił do Komunistycznej Partii Polski (KPP) w Żyrardowie. Sekretarz Komitetu Miejskiego (KM), następnie Komitetu Dzielnicowego (faktycznie powiatowego) (KD) w Żyrardowie. Prowadził działalność agitacyjną wśród chłopów na Mazowszu. Krótko pracował w zakładach lniarskich w Żyrardowie, zwolniony w związku z działalnością polityczną. Wielokrotnie aresztowany i więziony za działalność komunistyczną. Od września 1939 w ZSRR, gdzie pracował jako fryzjer. Po ataku Niemiec na ZSRR powołany do pomocniczej służby w batalionach robotniczych. Zginął w walce z Niemcami.